# 안드레이 3세

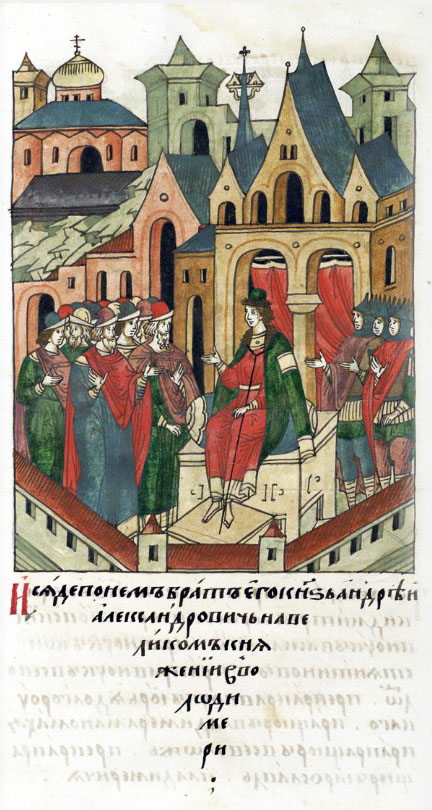

안드레이 3세(러시아어: Андрей III Александрович 안드레이 알렉산드로비치[*], 1255년경 ~ 1304년 7월 27일)는 블라디미르 대공국의 대공(재위: 1293년 ~ 1304년)이다. 류리크 왕조 출신이다.

## 생애
알렉산드르 네프스키 대공의 아들로 태어났다. 아버지로부터 볼가강 유역에 위치한 고로데츠를 물려받았다. 1276년에는 코스트로마 공작으로 즉위하면서 블라디미르 대공위 경쟁에 합류했다.
1281년 몽골 제국 군대와 함께 자신의 형인 드미트리 알렉산드로비치를 블라디미르에서 축출하면서 노브고로드(벨리키노브고로드)에 입성했다. 1283년에는 안드레이의 형인 드미트리가 노가이 칸을 지원을 받으면서 블라디미르 대공으로 즉위했다.
안드레이는 블라디미르를 탈환하기 위해 10년 동안 몽골 제국 군대를 3차례에 걸쳐 동원했다. 1293년에는 루스의 14개 도시를 초토화시킨 끝에 드미트리를 물리치고 블라디미르 대공으로 즉위했다. 재위 기간의 마지막 10년 동안에는 모스크바의 다닐(Daniil, 다닐 알렉산드로비치), 트베리의 미하일(Mikhail, 미하일 야로슬라비치), 페레슬라블(페레슬라블잘레스키)의 이반(Ivan)을 상대로 권력 투쟁을 벌였다.
| 전임 드미트리 알렉산드로비치 | 블라디미르 대공 1294년 ~ 1304년 | 후임 미하일 야로슬라비치 |